# Dušan Vukotić
 Dušan Vukotić  (n. 7 februarie 1927, Bileća⁠(d), Iugoslavia – d. 8 iulie 1998, Comuna Krapinske Toplice, cantonul Krapina-Zagorje, Croația) a fost un regizor de film iugoslav de origine muntenegreană. Este cel mai cunoscut ca membru al Școlii de Filme de Animație de la Zagreb (Zagrebačka škola crtanog filma). 

## Filmografie
Scurtmetraje de animație
- Krava na mjesecu (Vaca pe Lună, 1959)[11]
- Ersatz (Surogat, 1961) - Premiul Oscar pentru cel mai bun scurt metraj de animație
- Igra (Jocul, 1964)

Lungmetraje
- Sedmi kontinent (Al șaptelea continent, 1966, film fantastic pentru copii)
- Akcija Stadion (Operation Stadium, 1977, film de acțiune)
- Vizitatorii din galaxia Arkana  (1981), unul dintre primele filme științifico-fantastice croate